# Seán Potts
Seán Desmond Potts (Drimnagh (Dublin), 1930 – aldaar, 11 februari 2014) was een traditionele Ierse bespeler van de tin whistle.
Hij werd in 1930 geboren in de voorstad Drimnagh van Dublin, Ierland. Hij is bekend als een van de oprichters, samen met Paddy Moloney, van de zeer bekende folkband The Chieftains. Hij speelde in deze band van 1962 tot 1979. Hij is ook een bekwaam bodhránspeler. 
Voor hij bij The Chieftains ging werken was hij lid van Seán Ó Riada's groep Ceoltóirí Chualann. Nadat hij The Chieftains had verlaten trad Potts nog wel op bij traditionele festivals in het land.
Seán Potts componeerde de air Cuimhne an Phíobaire (A Piper Remembered) ter herinnering aan zijn grootvader, John Potts (1871–1956),- uit Wexford afkomstig - een bekend uilleann piper, wiens huis in the Liberty wijk van Dublin een ontmoetingsplaats was voor muzikanten uit geheel Ierland. Seáns grote interesse gaat uit naar de dansmuziek van Clare en Sligo en de Keltische zang-traditie van Kerry en Connemara. Ook hij is een genieter van de uilleann pipes. Als teenager nam hij uilleann pipes lessen van Tommy Reck (1921–91) die een leerling was van Seáns grootvader. Zijn zoon Seán Óg Potts (1967) is reeds bekend als uilleann pipes speler en treedt op met de Dónal Lunny Band.
Seán Potts' familie is omgeven met de muziek: naast zijn grootvader John Potts en zijn oom Tommy Potts , die een van de meest onderscheiden Fiddlers van Ierland was is er ook Eddie Potts, die zowel als doedelzakspeler, violist, jazz muzikant en saxofonist in veel gelegenheden in Dublin muziek maakte. Seáns tante Teresa was ook een talentvol musicus, zij speelde accordeon en piano in het muziekcircuit in de jaren 50, zijn tante Maria (Zuster Kevin) was muzieklerares in de kloosterschool in An Daingean, Co Kerry.  Zijn neef Patrick is dirigent van de St.Pauls Kerk in Clontarf.
Potts, vader van vier kinderen, is op 11 februari 2014 overleden op 83-jarige leeftijd.

## Discografie
- Tin Whistles, samen met Paddy Moloney en Peadar Mercier, 1972

Zie voor zijn verdere discografie het artikel: The Chieftains
- Bibsys: 2024409
- Bibliothèque nationale de France: cb139531872 (data)
- International Standard Name Identifier: 0000 0000 0312 1917
- Library of Congress Control Number: nr94022558
- MusicBrainz: 04d89590-bef7-46fe-93af-580cc7aa9aab
- Système universitaire de documentation: 229633870
- Virtual International Authority File: 27258205
- WorldCat: E39PBJyCGPKDBk8F7TWdmXhCQq